# Sundown (film 2021)
Sundown è un film del 2021 scritto e diretto da Michel Franco.
È stato presentato in concorso alla 78ª Mostra internazionale d'arte cinematografica di Venezia.

## Trama
Neil Bennett, un uomo inglese di mezz'età, è in vacanza in un lussuoso resort di Acapulco assieme alla sorella Alice, erede come lui di una multinazionale dell'industria della carne, e i due figli di lei. La notizia improvvisa della morte della madre li costringe a interrompere la vacanza e tornare subito in Inghilterra per il funerale, ma Neil, che da un po' manifesta insoddisfazione nei confronti di tutto per ragioni sconosciute, finge di aver smarrito il passaporto al momento dell'imbarco e rimane in città a crogiolarsi pigramente sulla spiaggia, bevendo, ignorando i messaggi dei parenti e cominciando una storia con una ragazza del posto.
Il protagonista è affetto da una metastasi cerebrale nel lobo frontale pertanto soffre una sindrome moriatica (e' disinibito); ma è consapevole della sua situazione.

## Distribuzione
Il film è stato presentato in anteprima il 5 settembre 2021 in concorso alla 78ª Mostra internazionale d'arte cinematografica di Venezia.

## Riconoscimenti
- 2021 - Mostra internazionale d'arte cinematografica[1]
  - In concorso per il Leone d'oro al miglior film